# Bucht von Kochylari
Die Bucht von Kochylari (auch: Kohilari; griechisch Κοχυλάρι κόλπος) befindet sich am westlichen Ende der griechischen Insel Kos in der östlichen Ägäis. Kos ist der kleinasiatischen Küste vorgelagert, die Bucht von Kochylari ist der türkischen Küste abgewandt (in Richtung der Insel Kalymnos ausgerichtet).

## Geographie
Die Bucht liegt etwa zur Hälfte auf der Kefalos-Halbinsel (Χερσόνησος Κεφάλου), die vom 429 m hohen Berg Latra (auch Lathra bzw. Λάτρα) im äußersten Süden und dem Berg Zini (362 m) dominiert wird. Das südwestliche Ende der Bucht wird vom Kap Limnionas  (Akra Limnionas) eingenommen und das nordöstliche Ende kann mit einem kleinen Kap in der Nähe der Kirche Agios Nikitas (in der Nähe des Waldes von Plaka), vor der Lakkos Beach, geortet werden , wobei diese geographischen Punkte des Endes der Bucht nicht eindeutig festlegbar sind.
Die Bucht von Kochylari und der Golf von Kefalos bilden die für die Insel Kos so bezeichnenden Umriss mit der Einschnürung („Hals“), welche die Halbinsel Kefalos vom Rest der Insel Kos trennt. Der Bucht von Kochylari gegenüber befindet sich die Insel Kalymnos.
Zwischen Kap Limnionas und der Lakkos Beach befinden sich zwei bekannte Strände, die westlich gelegene Limnionas Beach und östlich die Kochylari Beach (Κοχυλάρι παραλία). Im Gegensatz zu anderen Stränden auf Kos sind diese beiden Strände noch recht unerschlossen und nicht überlaufen.

## Strand von Kochylari
Der Strand von Kochylari ist von den anderen Stränden von Kefalos abgeschnitten und gilt aufgrund der großen Wellen und Luftströmungen gut geeignet zum Windsurfen und Kitesurfen, weniger zum Baden. Der Strand liegt etwa 5 Kilometer von Kefalos entfernt.

## Strand von Limnionas

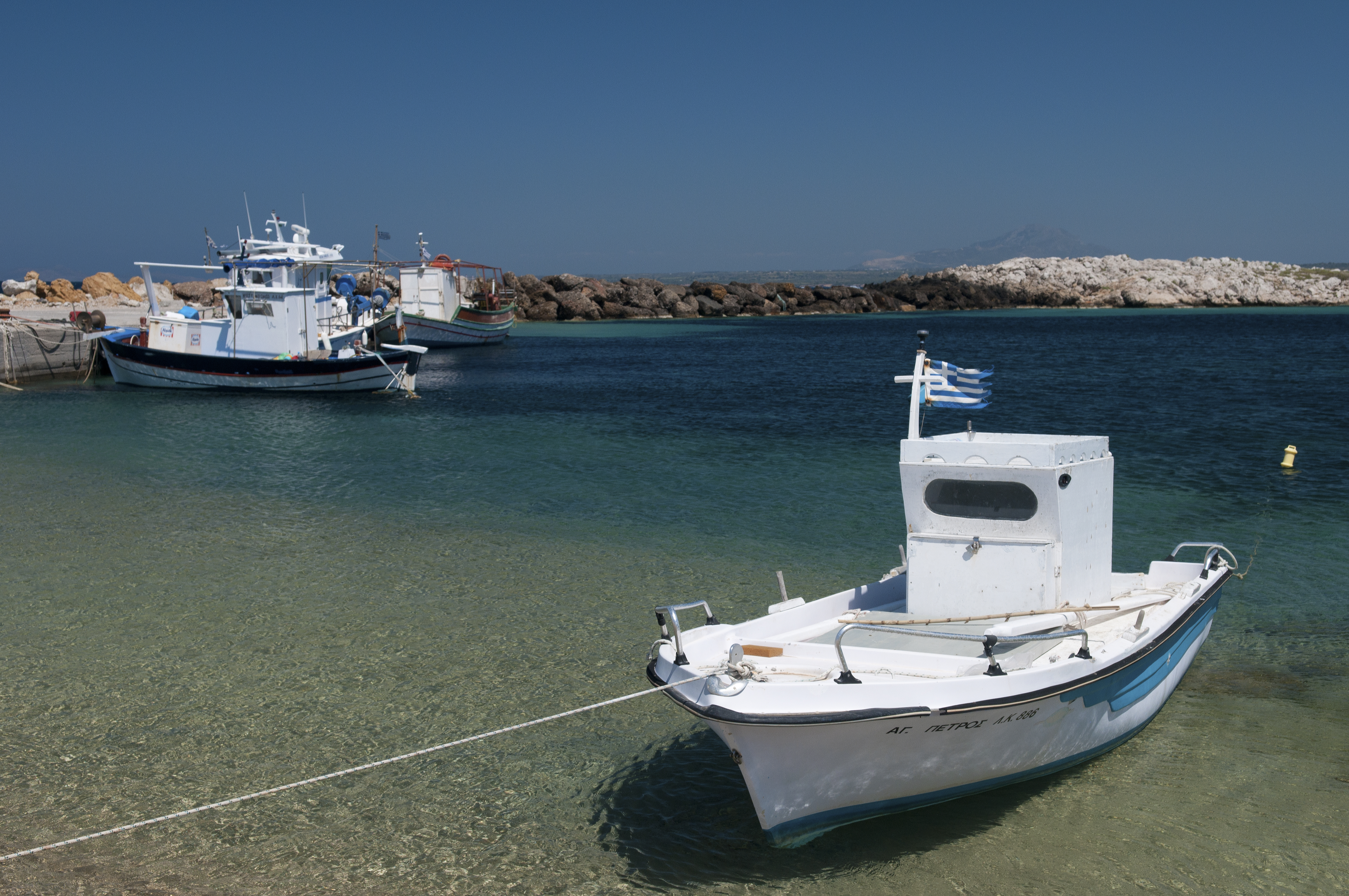
Teil des Hafens von Limnionas

Der Strand von Limnionas liegt in einer kleinen Bucht mit Hafen etwa 5 Kilometer nördlich von Kefalos und ist leicht zugänglich. Durch die geschützte Lage ist dieser Strand ruhiger als der Strand von Kochylari.